# Gare de Bouti Sayah
La gare de Bouti Sayah est une gare ferroviaire algérienne située sur le territoire de la commune de Bouti Sayah, dans la wilaya de M'Sila.

## Situation ferroviaire
Établie à une altitude de 623 m, la gare est située au point kilométrique (PK) 208 de la ligne de Tissemsilt à M'Sila, où elle est précédée de la gare de Birine et suivie de celle de Aïn El Hadjel.
| \| M'Sila Aïn El Hadjel Bouti Sayah \| Localisation de la gare de Bouti Sayah dans la wilaya de M'Sila. |
| M'Sila Aïn El Hadjel Bouti Sayah                                                                        |

## Histoire
La gare est mise en service le 26 décembre 2022 lors de l'inauguration de la ligne de Tissemsilt à M'Sila.

## Service des voyageurs

### Desserte
La gare de Bouti Sayah est desservie par les trains régionaux de la liaison Bordj Bou Arreridj - Tissemsilt,.